# Pont de Neuville (métro de Lille)
La station Pont de Neuville est une station de la ligne 2 du métro de Lille, située à Tourcoing.

## Situation
La station se situe rue du Pont de Neuville à Tourcoing.

## Architecture
Cette station est bâtie sur deux niveaux puis comporte deux accès et un ascenseur en surface.
- niveau - 1 : vente et compostage des tickets, choix de la direction du trajet
- niveau - 2 : voies centrales et quais opposés

## Intermodalité
La station est desservie par les lignes 82, CITT et Z1 ainsi que par la ligne sur réservation 82R du réseau Ilévia.

## À proximité
- Proximité du cimetière municipal